# Oglasa
Die Oglasa ist ein RoPax-Schiff der italienischen Reederei Toremar.

## Geschichte
Die Fähre wurde für Toremar von der italienischen Werft Cantiere Navale Riuniti gebaut. Der Stapellauf des Schiffes fand am 22. März 1980 statt. Das Schiff wurde im Juli 1980 abgeliefert und anschließend in Dienst gestellt. Seitdem bedient sie mit ihrem Schwesterschiff, der Marmorica, die Route zwischen Piombino und Portoferraio.

## Ausstattung
An Bord der Oglasa gibt es eine Bar und ein Spielebereich für Kinder.
Zudem gibt es ebenfalls noch ein Sonnendeck und eine Station zur Handyaufladung an Bord.
Ebenfalls bietet das Schiff Schlafsessel für die Unterbringung der Passagiere.